# Spieleentwickler
Spieleentwickler, auch Spielentwickler oder Game Developer genannt, sind Personen oder Gruppen von Personen, die sich mit der Gestaltung und Entwicklung von Computer- bzw. Videospielen beschäftigen. Sie sind zu unterscheiden von Spieleautoren, also Personen, die Gesellschaftsspiele entwerfen. Unternehmen oder deren Abteilungen, die Computerspiele entwickeln, werden auch Entwicklerstudio genannt.

## Entwickler-Rollen
In der Literatur wird häufig der Begriff Spieleindustrie verwendet. Tatsächlich ist der Tätigkeitsbereich der professionellen Spieleentwicklung mittlerweile geprägt von vielen Merkmalen der Industrialisierung wie der Produktherstellung für den Massenmarkt, einer starken Prozessorientierung und einem hohen Spezialisierungsgrad der beteiligten Personen und Arbeitseinheiten. Nur in Nischenbereichen und in technischen Innovationsbereichen ist es heute noch möglich, dass Einzelpersonen den Gesamtprozess der Spieleentwicklung abdecken können.
Man unterscheidet heute typischerweise mehrere Aufgabenbereiche. Abhängig von der Größe des Entwicklerstudios können einzelne Personen auch zwei oder mehrere dieser Aufgabenbereiche gleichzeitig abdecken. So werden die Posten des Produzenten und des Game Designers oftmals von einer Person übernommen.
Der Aufgabenbereich eines Spieleentwicklers umfasst alles, was zur praktischen Umsetzung eines Computerspiels gehört. Das sind üblicherweise die künstlerische Gestaltung von Konzeptstudien bis hin zu Texturen, 3D-Modellen und grafischen Bedienelementen, das Design der Spielwelt, der Spielmechaniken und der Benutzerschnittstellen, die technische Realisierung, also insbesondere die Programmierung, die Audio-Gestaltung von Spielmusik und Soundeffekten und zuletzt auch die Qualitätssicherung, also das Testen der Spiele.

### Produktion
Die Funktion des Produzenten ist dabei eine übergeordnete oder hybride Rolle, da er nicht unmittelbar an der praktischen Umsetzung des Spiels mitarbeitet, sondern vielmehr eine vermittelnde Position zwischen Publisher und Entwickler einnimmt. Mit seinen Entscheidungen hat er dennoch wesentlichen Einfluss auf den Entwicklungsprozess und das Endprodukt. Je nach Quelle und Entwicklerstudio wird der Produzent daher nicht immer dem eigentlichen Entwicklerteam zugeschrieben.
Produzenten kümmern sich um die organisatorischen und finanziellen Belange eines Projekts. Meist sind sie, wie in der Filmbranche oder in der Musikbranche, Stellvertreter eines Finanziers und nehmen bei kritischen Entscheidungen direkten Einfluss auf das Spieldesign. Sie kontrollieren auch das Einhalten von Vertragsvereinbarungen und organisatorischen Produktionsabläufen (z. B. durch Bestimmung von Meilensteinen) und organisieren die Spieleveröffentlichung über den Publisher, dem gegenüber sie die Einhaltung des vereinbarten Erscheinungstermins verantworten.

### Game Design
Game Designer legen Spielinhalt, Spielprinzip und Spielgefühl fest. Ihnen kommt in den Medien üblicherweise auch die größte Aufmerksamkeit zu. Die übergeordneten Rollen im Design-Team haben der Creative Director und der Lead Designer inne. Während der Erstgenannte für eine konsistente Spielerfahrung zuständig ist und den Umfang des Spiels im Blick behält, leitet der Lead Designer die Mitarbeiter im Design-Team an und koordiniert ihre Zusammenarbeit sowie die Kommunikation mit den Lead-Stellen der anderen Teams.
International bekannte Game Designer sind beispielsweise Shigeru Miyamoto, Todd Howard, Hideo Kojima, Peter Molyneux, Sid Meier, Tetsuya Nomura und Roberta Williams. Bekannte Game Designer aus Deutschland sind z. B. Cevat Yerli, Gerald Köhler und Daniel Dumont.
Leveldesigner

Leveldesigner erstellen die sogenannten Levels, also die Umgebungen und Architekturen der Spielwelt. Ihre Arbeit beschränkt sich nicht allein auf die geometrische Gestaltung, sondern umfasst auch die Beleuchtung und Klangkulisse der virtuellen Umwelt. Sie sind daher am ehesten mit Architekten und Bühnenbildnern zu vergleichen. Bei ihrer Arbeit setzen sie Leveleditoren ein. Leveldesigner gestalten durch ihre Arbeit unmittelbar die Spielmechanik mit. Nicht selten umfassen die Levels nicht nur Landschaften oder Architekturen, sondern auch vordefinierte Ereignisse oder Verhaltensweisen der Gegner (sogenannte Skriptsequenzen). Zur Definition dieser Daten werden einfache Skriptsprachen eingesetzt (siehe oben).
Ein Leveldesigner ist Richard „Levelord“ Gray.
Autor
Autoren oder auch Writer haben, abhängig vom Genre, erst vergleichsweise spät zunehmende Bedeutung in Entwicklerteams erlangt. Erst mit fortschreitenden technischen Möglichkeiten wurden Hintergrundgeschichten und realistische Charakterdarstellungen als immer wichtiger wahrgenommen. Dementsprechend kommen vermehrt professionelle Schriftsteller und Dialogschreiber zum Einsatz.
Ein Schriftsteller, der für mehrere sehr erfolgreiche Spieleserien den Hintergrund lieferte, ist Tom Clancy. U. a. wurde auch Marc Laidlaw, der Schriftsteller, der für Half-Life und Half-Life 2 die Hintergrundgeschichte lieferte, erst durch diese Spiele als Autor bekannt.
Vor allem Online-Spiele (z. B. MMORPGs) setzen vermehrt auf eigene Autorenteams, welche die Aufgaben und Dialoge für die Spiele schreiben. Durch die große Anzahl von Spielern in einer Welt wird es immer wichtiger, dass Spielgeschichten absolut lückenlos sind, damit sich im Laufe des Spiels die Spiellogik (im Sinne des Spielhintergrundes und der Handlungsstränge) nicht verschiebt.
Systems Designer
Der level-übergreifende Teil eines Spiels, also die grundlegenden Spielmechaniken, das Balancing, der Spielfortschritt und das Design von Gegnern und anderen Nicht-Spieler-Charakteren wird von einem Systems Designer entworfen.

### Programmierung
Programmierer implementieren das Computerspiel unter Einsatz von eigens entwickelten oder lizenzierten Spiel-Engines und weiteren Tools. Auch diese Werkzeuge sind häufig intern entwickelt, wodurch sich Programmierer grundsätzlich in solche einteilen lassen, die am Spiel und der Engine selbst arbeiten und jene, die Software für alle anderen Teams entwickeln. Verantwortlich für die Arbeit der Programmierer und die Koordination und Kommunikation mit den anderen Gruppen sind der Technical Director sowie der Lead Engineer.
Graphics Engineer
Eine Untergruppe der Spieleprogrammierer sind die Graphics Engineers oder Grafikprogrammierer, welche die Grafik-Engine entwickeln, oder, im Falle der Lizenznutzung, an die Begebenheiten des eigenen Projektes anpassen. Grafikprogrammierung basiert (insbesondere im Bereich der 3D-Grafik) auf stark spezialisierten mathematischen Modellen und Algorithmen und benötigt deshalb spezifisches Fachwissen seitens der Programmierer. Bekannte Programmierer sind beispielsweise John Carmack, Tim Sweeney und Manfred Trenz.
Network Engineer
Ein Network Engineer oder Netzwerkprogrammierer arbeitet im Speziellen an allen Netzwerkfunktionalitäten und der technischen Umsetzung eines Mehrspielermodus.
Tools Engineer
Eine weitere Aufgabe der Programmierer ist die Entwicklung von Tools, Plug-ins und sonstigen Programmen, die für die Entwicklung oder den Betrieb des Spiels benötigt werden. Beispiele hierfür sind z. B. Level-/Karteneditoren, Exportwerkzeuge für Animationssoftware und Rätseleditoren.
Weitere eigene Positionen im Team der Programmierer können der AI Engineer, zuständig für die künstliche Intelligenz der computergesteuerten Elemente im Spiel, ein UI Engineer, der die technische Realisierung der Bedienelemente übernimmt, ein auf Physik-Simulation spezialisierter Programmierer und ein Build Engineer, der eine möglichst automatisierte Entwicklungs-Pipeline schafft und optimiert, sein.

### Grafik
Grafiker, auch als Artists (‚Künstler‘) bezeichnet, kümmern sich um die grafischen Inhalte, die im Spiel selbst oder in Konzeptstudien und im Marketing präsentiert werden sollen. Grafiker haben einen großen Einfluss auf die grafische Qualität und die Atmosphäre eines Spiels, aber einen eher geringen Einfluss auf die Spielmechanik. Verantwortlich für die Arbeit der Grafiker ist der Lead Artist, der je nach Teamgröße nicht zwingend selbst als Künstler Spielinhalte beiträgt.
Weiter unterteilen lassen sich die Aufgaben und Rollen der Grafiker in:
Concept Artist
Concept Artists (‚Konzeptkünstler‘) erstellen die ersten Entwürfe für alle Spielinhalte, auf deren Grundlage insbesondere die anderen Grafiker, aber auch das Design-Team, weiterarbeitet.
2D Artist
Für jedes Spiel mit grafischer Ausgabe ist ein 2D Artist oder Texture Artist nötig. Dieser erstellt alle zweidimensionalen Spielgrafiken, zu denen bei 3D-Spielen auch die Texturen der 3D-Modelle gehören. In größeren Teams können 2D-Artists auf einen Teilbereich spezialisiert sein.
3D Artist
Bei 3D-Spielen machen die 3D Artists oder 3D Modeler einen großen Teil der grafischen Gestaltung bei einer Spieleentwicklung aus. Sie erschaffen mittels entsprechender Software dreidimensionale Objekte, die im Spiel durch Animation die Rollen der Spielfiguren oder die Aufgaben anderer Objekte einnehmen. Außerdem modellieren die Modeler alle Einzelobjekte wie z. B. die Waffen oder andere Ausrüstungsgegenstände. 3D-Artists können sich auf bestimmte Aspekte ihres Aufgabenbereichs, wie z. B. die Modellierung von Menschen oder Tieren oder der Modellierung von statischen, nicht lebendigen Objekten spezialisieren.
Animator
Der Animator erstellt auf Grundlage der fertigen 3D-Modelle die Bewegungsabläufe der Figuren im Spiel. Darunter fallen auch Bewegungen von Tieren und Pflanzen, Gestik, Mimik und die Erstellung von Zwischensequenzen. Auch hier kann sich weiter spezialisiert werden.
Zu den weiteren Positionen einer Grafik-Abteilung können Lighting Artist, World Builder, UI Artist, Technical Artist und Marketing Artist gehören.

### Audio
Audio Engineer
Für die technische Realisierung und Implementierung arbeitet ein Audio Engineer eng mit dem Sounddesigner zusammen.
Sounddesigner

Sounddesigner gestalten die Klangkulisse und alle Geräusche von Charakteren, Waffen oder Fahrzeugen. Dazu bedienen sie sich realer Vorbilder (z. B. bei realistischen Kriegsspielen und Autorennspielen) oder gestalten die Geräusche selbstständig (z. B. das Starten eines Raumschiffes, die Lautäußerungen eines Monsters oder das Öffnen einer magischen Truhe).
Komponist
Komponisten schreiben die Musikstücke. Diese erstellen die Musikstücke meist so, dass die Musik zur Stimmung der Spielsituation passt. Der Computerspiel-Musiker Chris Hülsbeck erreichte mit seiner Arbeit schon in den frühen 1990er Jahren Kultstatus. In Japan sind Computerspiel-Komponisten wie Nobuo Uematsu und Koji Kondo sehr populär und hoch angesehen. In Europa und den USA ist Michael Land für die Titelmusik von Monkey Island bekannt. Heute gibt es auch anerkannte Filmkomponisten wie Harry Gregson-Williams, John Williams und Hans Zimmer, die Computerspiele vertonen.
Durch den Fortschritt in der Technik von Computern und Spielkonsolen, wurden die Möglichkeiten bei der Komposition von Computerspiel-Musikstücken immer vielfältiger. Die Spielemusik entwickelte sich von digital synthetisierter, hin zu von echten Musikern eingespielter Musik. Dies prägte auch die Arbeit und das Arbeitsumfeld der Komponisten, die anfänglich mit den sehr spärlichen technischen Möglichkeiten umgehen mussten und dann immer aufwändigere Musikstücke komponierten konnten, die auch teilweise mit ganzen Orchestern eingespielt wurden.

### Qualitätssicherung
Spieletester
Spieletester oder QA Tester testen Computerspiele. Schon kleine Programmier- oder Designfehler können die Spielbalance von Computerspielen verändern oder zu Abstürzen der Software führen. Daher ist es wichtig, dass Spiele getestet werden. Erste Tests finden bereits in der Alpha-Version statt. Im Betatest wird dann versucht das Produkt bereit zur Veröffentlichung zu machen. Viele Hersteller bieten offene oder geschlossene Testversionen für Spieler zum Download an. Ebenfalls setzen einige Hersteller auf das Early-Access-Modell, bei dem das Spiel bereits vor der offiziellen Veröffentlichung vermarktet und von Spielern getestet wird.

### Sonstige Aufgaben
Übersetzung und Lokalisierung
AAA-Spiele werden meist von Übersetzern in die Sprachen der Verkaufsländer übersetzt. Dazu zählen unter anderem die Texte im Spiel, aber auch Sprachausgabe, die oft durch Synchronsprecher vertont werden. Ebenfalls muss das Spiel eventuell an die kulturelle und rechtliche Situation des Lands angepasst werden, um zugelassen zu werden und verstanden zu werden. Dies betrifft zum Beispiel die Entfernung von explizierter Darstellung von Blut aufgrund des Jugendschutzes oder das Entfernen verfassungswidriger Symbole. Auch technische Aspekte wie die Anpassung auf Eingabegeräte oder Unterschiede zwischen PAL und NTSC gehören dazu.
Darüber hinaus hängen an der Entwicklung größerer Computerspiele zahlreiche weitere Tätigkeitsfelder, die nicht direkt dem Entwicklerteam zugeschrieben werden, ohne die dieses jedoch nicht funktionieren könnte. Darunter fallen beispielsweise Sprecher für Spielfiguren, Motion-Capture-Schauspieler, die Geschäftsleitung, eine Marketingabteilung und Systemadministratoren, die die zur Arbeit der Entwickler nötige Hardware und Software beschaffen, konfigurieren und warten.

## Berufsausbildung und Qualifikation
In der Spieleindustrie sind seit den 1980er- und 1990er-Jahren die Teamgrößen kontinuierlich gestiegen. Der typische „Bildungsweg“ zum Einstieg in die Spieleindustrie hat in Deutschland in dieser Zeit, mangels spezieller Ausbildungs- und Studienwege, fast immer über eine langjährige hobbymäßige Auseinandersetzung mit dem Thema und eine darauf folgende direkte Bewerbung bei einem bereits etablierten Spielehersteller geführt.
Seit den 1990er-Jahren ist neben diesem grundsätzlichen Interesse und der Bereitschaft zu autodidaktischen Lernen eine deutliche Zunahme der Fachkräfte- und Akademikerquote (insbesondere bei Informatikern und Grafikdesignern) zu verzeichnen, was einerseits auf das stark gestiegene Angebot an Ausbildungs- und Studiengängen in diesen Bereichen, aber auch auf den wachsenden internationalen Konkurrenzdruck zurückzuführen ist, der den Einsatz hochqualifizierter Mitarbeiter unausweichlich macht.
Seit der Jahrtausendwende gibt es, im Zuge einer weiteren Spezialisierung, in Deutschland ein zunehmendes Angebot an Studiengängen und Fachschulen, die sich speziell an den Anforderungen der Spieleindustrie ausrichten.
Im Jahr 2000 wurde in Deutschland mit der Games Academy die erste europäische Spezialschule für die Spieleindustrie gegründet. Zeitgleich startete das Bildungsinstitut „L-4“ ebenfalls in Berlin die Ausbildung von 3D-Game-Designern.
Seit 2005 bietet das Qantm Institute – Tochter des SAE INSTITUTES – sein „Diploma of interactive Entertainment“ mit den Fachrichtungen „Game Art & 3D Animation" sowie "Game Programming“. Inzwischen bietet das QANTM Institute auch die über die renommierte Middlesex University of London akkreditierten Abschlüsse zum Bachelor of Arts (BA Interactive Animation) und Bachelor of Science (BSc Games Programming) an. Dadurch kann man am QANTM Institute in 24 Monaten einen international anerkannten Abschluss erhalten.
Die SRH Fachschulen GmbH in Heidelberg bietet seit dem Jahr 2006 die zweijährige Ausbildung zum „Staatlich anerkannten Informatiker für Game- und Multimedia-Entwicklung“ an. In der Ausbildung werden die drei Schwerpunkte Konzeption, Design und Entwicklung praxis- und projektorientiert unterrichtet.
Seit Anfang 2006 gibt es mit Axel Hoppe den ersten Professor für Game Design an einer Deutschen Hochschule (Mediadesign Hochschule).
Die private SRH Hochschule Heidelberg (nicht zu verwechseln mit der SRH Fachschulen GmbH) bietet seit Oktober 2007 im Fachbereich Informatik den Studiengang „Game Development“ an. Der staatlich anerkannte und akkreditierte dreijährige Intensivstudiengang schließt mit einem „Bachelor of Science“ mit 210 europaweit anerkannten Credit Points ab. Pro Jahr werden von der SRH Hochschule Heidelberg und dem Computerspieleunternehmen GameForge AG jeweils drei Hochbegabtenstipendien für diesen Studiengang angeboten.
Seit Oktober 2008 bietet die Fachhochschule Trier einen Informatik- und einen Gestaltungsstudiengang für Spieleentwicklung an.
Seit Oktober 2008 wird am b.i.b. International College die Ausbildung zum Medieninformatiker Game Development angeboten. Die Ausbildung vermittelt neben grundlegenden Kenntnissen in Informatik und auch die für die Grafik- und Spieleprogrammierung erforderlichen Kompetenzen. Auch dem stetig wachsenden mobilen und online-Spielebereich wird die Ausbildung gerecht. Im Oktober 2011 startet mit dem Mediendesigner Game & Animation erstmals eine Ausbildung, in der nicht die Programmierung von Spielen im Mittelpunkt steht, sondern neben Grafik-Animationen im 2D- und 3D-Bereich auch das Gamedesign. Im Anschluss an die zweijährigen Ausbildungen kann optional ein einjähriges Studium zum Bachelor angehängt werden. Ebenfalls im Oktober 2011 beginnt der neue Studiengang Informatik: Games Engineering an der Technischen Universität München, der neben einem fast vollwertigen Informatikstudium wichtige Bereiche der Spieleentwicklung, wie das Game Engine Design oder die Künstliche Intelligenz, abdeckt. Dieses Studium kann auch an der Hochschule in Kempten besucht werden.
Die Hochschule Harz in Wernigerode bietet seit Oktober 2015 den Masterstudiengang Medien- und Spielekonzeption M.A. an, der durch diverse Spezialisierungsmodule, sowie Praxisprojekte mit intensivem Coaching, Kompetenzen in Produktionsaspekten wie Game Design, Game Art, Sound und Programmierung vermittelt.
Themenbereiche wie Game History, Spielanalyse und Ludologie fördern Kritikfähigkeit und liefern die notwendigen theoretischen und konzeptionellen Grundlagen zur praktischen Arbeit.
Das Cologne Game Lab der TH Köln bietet sowohl einen Bachelorstudiengang (BA Digital Games mit den Studienrichtungen Game Arts, Game Design und Game Programming) als auch drei Masterstudiengänge (MA Digital Games, MA Game Development and Research, MA 3D-Animation for Film and Games) an. Alle Kurse werden in englischer Sprache unterrichtet. Die Studierenden des CGL kommen aus mehr als 30 Ländern.
Nachdem sich in Deutschland zunächst vor allem private Schulen und Hochschulen der Ausbildung von Spieleentwicklern widmeten, können Studierende heute aus einer Vielzahl an Angeboten privater und staatlicher Hochschulen wählen, die auch fachlich unterschiedliche Akzente setzen.
Seit 2023 gibt es die staatlich anerkannte Ausbildung zum Gestalter für immersive Medien, welche angrenzend auch den Themenbereich der Spieleentwicklung behandelt, denn die Auszubildenden erwerben hier grundlegende Kenntnisse in 3D-Modeling, Animation, Scripting und im Umgang mit einer Game-Engine. Somit ist dies die erste duale Ausbildung Deutschlands, welche ohne Studienplatz oder private Bildungseinrichtung Kompetenzen aus dem Gaming-Bereich vermittelt.